# Pierre-Jean de Béranger

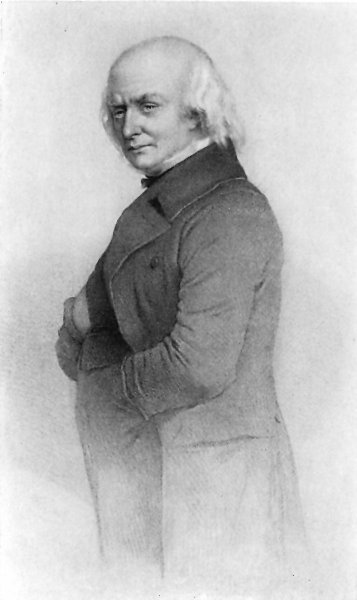
Pierre-Jean de Béranger.

Pierre-Jean de Béranger (* 19. August 1780 in Paris; † 16. Juli 1857 ebenda) war ein französischer Lyriker und Liedtexter im beginnenden 19. Jahrhundert. Der heute auch in der Literaturwissenschaft kaum mehr beachtete Autor galt um 1830 als einer der ganz großen Lyriker Frankreichs, den man auf eine Stufe stellte mit Victor Hugo oder Alphonse de Lamartine.

## Jugend und literarische Anfänge
Béranger stammte (anders als der adlig klingende Name vermuten lässt) aus kleinen Pariser Verhältnissen und wuchs nach der frühen Trennung seiner Eltern bei den Großeltern in Paris, dann bei einer Tante in der Provinz auf. 1796 kam er zurück in seine Heimatstadt. Eine Schulbildung hatte er nicht genossen, immerhin hatte die Tante ihn Lesen und Schreiben gelehrt. Er schlug sich zunächst mehr schlecht als recht durch, z. B. als Betreuer einer Bücherstube oder als Schriftsetzer, doch übte er auch schon seine Feder.
1803 schickte er einige Gedichte an den jüngeren Napoleon-Bruder Lucien Bonaparte und erhielt über ihn eine kleine Pension sowie 1809 einen Schreiberposten in der Schulverwaltung, der ihm Zeit ließ zum Lesen und Schriftstellern und den er bis 1821 behielt.

## Die Jahre des Erfolgs und des Ruhms
Nach fleißigen, aber erfolglosen Versuchen als Dramatiker, Epiker und seriöser Lyriker entdeckte Béranger 1812 sein Talent, auf bekannte Melodien neue Texte zu dichten, die zunächst, zum Vortrag und Mitsingen in einschlägigen Weinlokalen gedacht, Liebes-, Trink- und Lebenslust feierten.
Schlagartig in ganz Frankreich bekannt wurde er 1813 mit dem verdeckt politischen Chanson Le Roi d'Yvetot, einem Loblied auf einen gutherzigen und friedlichen Dorf-"König", der ein liebenswertes Gegenbild darstellte zu dem pausenlos Krieg führenden und immer diktatorischer regierenden Kaiser Napoleon.
Nach dessen Sturz 1814 und der Rückkehr der alten Königsfamilie der Bourbonen mit Ludwig XVIII. ging Béranger jedoch bald wieder in die Opposition und schrieb satirische Chansons gegen die Träger und Nutznießer der Restauration, d. h. aus der Emigration zurückgekehrte Adlige, machthungrige Jesuiten, opportunistische Militärs und neureiche Bourgeois. Daneben verfasste er Loblieder auf den einst gehassten Napoleon und wurde hiermit einer der Väter der gegen 1820 entstehenden Napoleon-Legende, d. h. des politischen Mythos vom großen Kaiser, der mit starker Hand nicht nur den Ruhm Frankreichs gemehrt und Europa vom Joch absolutistischer Despoten befreit, sondern angeblich auch für das Wohl der kleinen Leute gesorgt habe.
Als Béranger 1821 eine zweibändige Gesamtausgabe seiner Gedichte publizierte (eine erste Sammlung, Chansons morales et autres, war schon 1815 erschienen) wurde diese, weil er darin auch König und Kirche nicht schonte, verboten und er musste erstmals kurz ins Gefängnis, was sein Ansehen enorm erhöhte. Die 1825 erscheinenden Chansons nouvelles machten ihn zum populärsten Dichter der Zeit, dessen eingängige Texte in allen Bevölkerungsschichten, zumal auch den unteren, ankamen. Als er nach dem Erscheinen seiner vierten Sammlung 1828 (Chansons inédites) erneut, u. a. wegen Majestätsbeleidigung, ins Gefängnis gesteckt wurde, hagelte es Proteste aus ganz Europa, so berühmt war er inzwischen auch außerhalb Frankreichs.

## Der langsame Abstieg

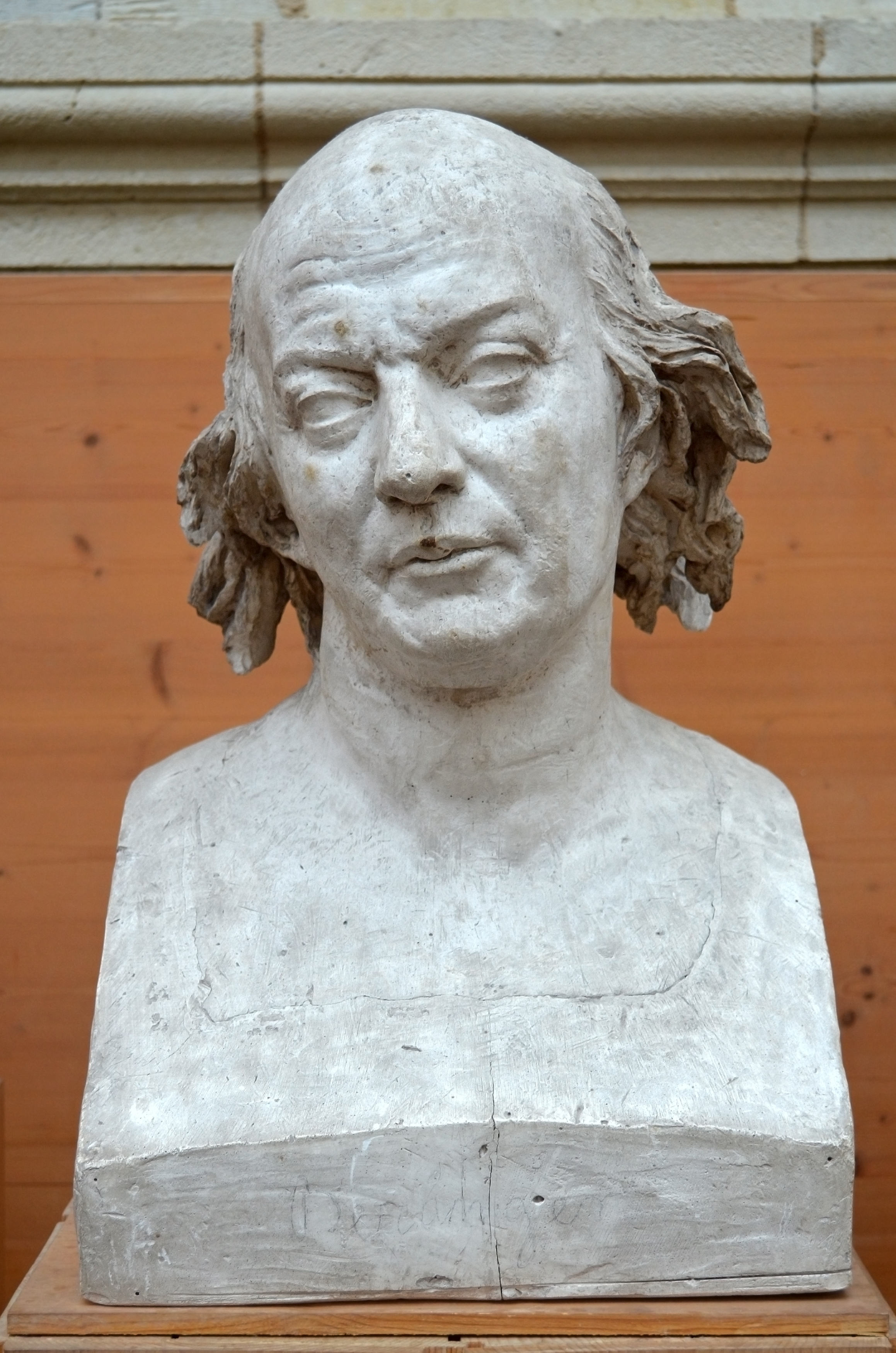
Pierre-Jean de Béranger von David d’Angers (1829).

Nach der Julirevolution von 1830 schloss sich Béranger dem neuen Regime des „Bürgerkönigs“ Louis-Philippe an, was ihn der geliebten und fruchtbaren Oppositionellenrolle beraubte. Zwar versuchte er es mit einem vage kritischen Engagement für die von den neuen Mächtigen vernachlässigten unteren Schichten, doch den alten Biss hatte er nicht mehr. 1833 gab er eine letzte Sammlung heraus (Chansons nouvelles et dernières), die teils noch aus bis 1830 entstandenen politisch aggressiveren Texten bestand, teils schon aus solchen, die nur humanitäre und soziale Zuwendung predigen.
Hiernach publizierte er kaum noch, sondern verwaltete seine Position einer im ganzen Land geachteten und hofierten moralischen Autorität. 1848 wurde er ohne sein Zutun in die Nationalversammlung gewählt, zog sich aber sehr rasch aus der Politik zurück. In seinen letzten Jahren musste Béranger noch erleben, wie seine Einnahmen schrumpften und sein Werk rasant an Wertschätzung einbüßte. Zwar ordnete nach seinem Tod Kaiser Napoléon III. ein Staatsbegräbnis an und druckte ein flinker Verleger schnell noch seine Memoiren sowie eine Sammlung Dernières chansons, doch geriet sein Name bald danach schon in Vergessenheit.

## Werke
- Lieb war der König, oh-la-la! Satirische und patriotische Chansons  Übertr. von Martin Remané. [Einl. von Jan O. Fischer aus d. Tschech. übers. von Ilse Teweleit] Berlin: Rütten & Loening 1981. 267 S.

## Notizen
1. ↑  Lawrence S. Thompson: Der Grosse Brockhaus. I: A-Beo. In: Books Abroad. Band 27, Nr. 4, 1953, ISSN 0006-7431, S. 416, doi:10.2307/40092487.
2. ↑  auch über Jean de La Fontaine, Molière, Alain-René Lesage, Diderot, Madame de Staël, Jean de La Bruyère, Victor Hugo und Honoré de Balzac. Französischer Text, 1832, Scan

| Personendaten    | Personendaten                        |
| ---------------- | ------------------------------------ |
| NAME             | Béranger, Pierre-Jean de             |
| KURZBESCHREIBUNG | französischer Lyriker und Liedtexter |
| GEBURTSDATUM     | 19. August 1780                      |
| GEBURTSORT       | Paris                                |
| STERBEDATUM      | 16. Juli 1857                        |
| STERBEORT        | Paris                                |